# 查爾斯·沃克

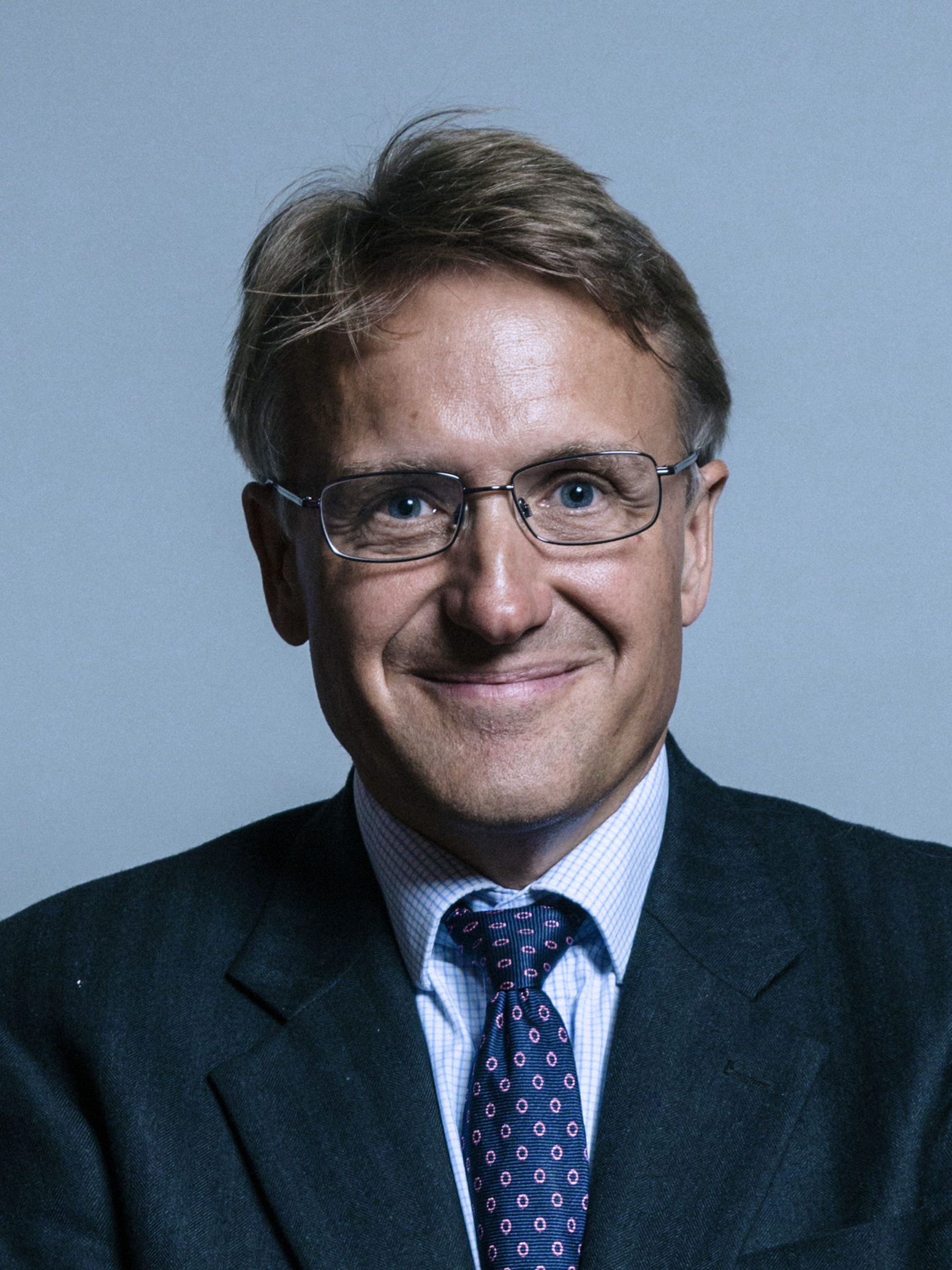

查爾斯·阿什利·魯珀特·沃克爵士，KBE（英語：Sir Charles Ashley Rupert Walker，1967年9月11日—），英國保守黨籍政治人物。自2005年開始，他擔任布羅克斯本選區選出的英國下議院議員，之後於2019年5月至9月任1922委員會主席。他已經結婚並有三個孩子。